# Просто вместе (фильм)
«Просто вместе» (фр. Ensemble, c'est tout) — кинофильм. Фильм снят по мотивам одноимённого романа Анны Гавальда «Просто вместе», в котором популярная писательница выступила сценаристом. Книга была выпущена в 2004 году, в то время как экранизация состоялась в 2007 году. Премьерный показ в России состоялся 13 декабря 2007 года.

## Сюжет
Молодая девушка Камилла заводит дружбу со своим соседом Филибером и через некоторое время в силу определённых обстоятельств перебирается к нему на квартиру, где находит не только физическое, но и душевное тепло. Там же она знакомится с поваром Франком, отношения с ним поначалу не складываются, но затем между Камиллой и Франком возникает глубокая привязанность.
Трое главных героев, которым не слишком повезло ни с семьёй, ни с характером, неожиданно обретают гармонию и вкус к жизни. Ссоры и примирения, споры и согласие. Держась вместе, они становятся сильнее. Но всё не так радужно, и кокон, который соорудили себе трое друзей, не защищает их от превратностей судьбы. И снаружи, и внутри него их счастье находится под угрозой. Возможно ли избежать проблем, не рискуя при этом упустить что-то важное?

## В ролях
| Актёр           | Роль    |
| --------------- | ------- |
| Одри Тоту       | Камилла |
| Гийом Кане      | Франк   |
| Лоран Стокер    | Филибер |
| Франсуаз Бертен | Полетт  |
| Ален Саш        | доктор  |